# إيغور كريمتس
إغور كريمتش ((بالأوزبكية: Егор Кримец)؛ مواليد 27 يناير 1992) لاعب كرة قدم أوزبكي-أوكراني. يجيد اللعب في مركز الدفاع مع منتخب أوزبكستان الوطني و نادي باختاكور طشقند في الدوري الأوزبكي الممتاز.

## روابط خارجية
- إيغور كريمتس على موقع الاتحاد الدولي (مؤرشف)  (الإنجليزية)
- إيغور كريمتس على موقع قاعدة بيانات كرة القدم.إي يو (الإنجليزية)
- إيغور كريمتس على موقع ناشيونال فوتبول تيمز (الإنجليزية)
- إيغور كريمتس على موقع Soccerway.com (الإنجليزية)
- إيغور كريمتس على موقع عالم كرة القدم.نت (الإنجليزية)